# 3639 Weidenschilling
3639 Weidenschilling eller 1985 TX är en asteroid i huvudbältet som upptäcktes den 15 oktober 1985 av den amerikanske astronomen Edward L.G. Bowell vid Anderson Mesa Station. Den är uppkallad efter den amerikanske astronomen Stuart J. Weidenschilling.
Asteroiden har en diameter på ungefär 6 kilometer.